# Деренівка (доплив Серету)
Деренівка (пол. Dereniówka)  — струмок в Україні у Тернопільському районі Тернопільської області. Лівий доплив річки Серету (басейн Дністра).

## Опис
Довжина струмка 7 км, найкоротша відстань між витоком і гирлом — 5,76  км, коефіцієнт звивистості річки — 1,22 . Формується декількома струмками та загатами.

## Розташування
Бере початок на північно-східній стороні від села Кобиловолоки. Тече переважно на північний захід через села Мшанець та Деренівку і у селі Довге впадає у річку Серет, ліву притоку річки Дністра.

## Цікаві факти
- У селі Мшанець струмок перетинає автошлях М19[2] (автомобільний шлях міжнародного значення на території України, довжиною 512 км, пролягає від переходу Доманове (Волинська область) до автомобільного прикордонного переходу Порубне (Чернівецька область). На території України є частиною Європейського автомобільного маршруту E85.).
- На лівому березі струмка розташовані гори Валигура (346,2 м) та Лиса (361,5 м)[3].